# 澳洲滙豐銀行

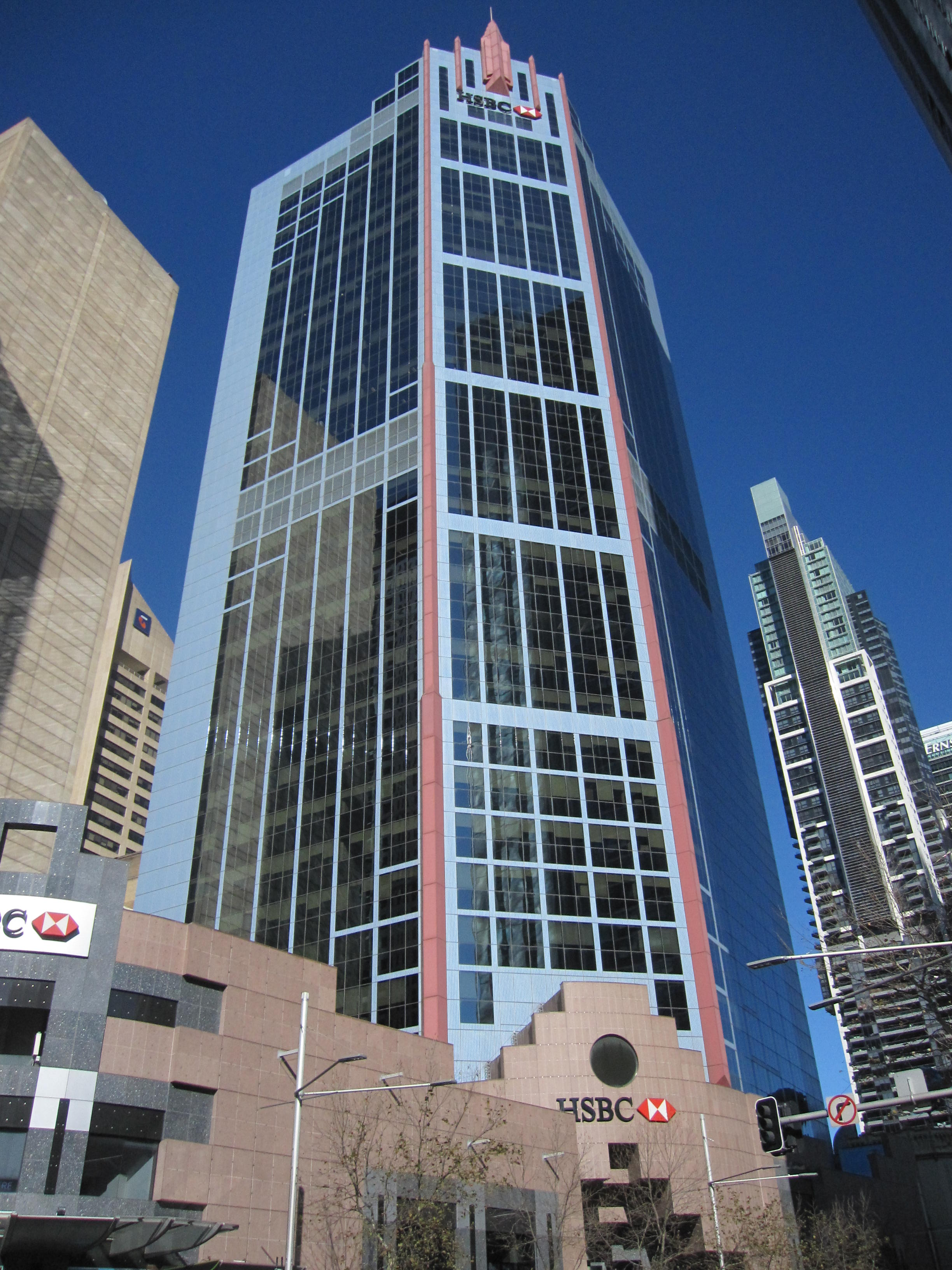
位於澳洲悉尼的匯豐中心

澳洲滙豐銀行有限公司（HSBC Bank Australia Limited）為香港上海滙豐銀行有限公司的全資附屬公司，總部位於澳洲悉尼，現時澳洲滙豐銀行在包括墨爾本，布裡斯本，柏斯等大城市有超過35間分行。澳洲匯豐銀行是澳洲提供中文服務的銀行之一。

## 歷史
滙豐集團在澳洲的歷史可以追溯到1965年，HSBC Finance Company Limited的成立。後來澳洲開放銀行業，香港上海滙豐銀行在1985年取得銀行牌照，並於1986年正式成立澳洲滙豐銀行，從1987年起，香港上海滙豐銀行全資擁有澳洲滙豐銀行。在成立初期，其英文名稱Hongkong Bank of Australia Limited（Swift Code: HKBAAU2S 則沿用至今），直到1999年，滙豐集團統一品牌下，英文名稱改為HSBC Bank Australia Limited。

## 外部連結
- 澳洲滙豐銀行
- HSBC Asset Management (Australia) Limited